# 65489 Кето
65489 Кето, або 65489 Кето/Форкій (англ. 65489 Ceto/Phorcys) — подвійний транснептуновий об'єкт, відкритий 22 березня 2003 року Чедвіком Трухільйо та Майклом Брауном у Паломарі. Названий на честь богині моря Кето у давньогрецькій міфології. Об'єкт був ідентифікований як подвійний астероїд 11 квітня 2006 року К. Ноллом, Х. Левінсоном, В. Гранді та Д. Стефенсом із використанням телескопу Габбл; супутник названий Форкій на честь брата Кето Форкія, бога бурхливих морів.
Кето є другим відкритим подвійним кентавром, якщо використовувати розширене визначення кентавра як об'єкта з нестабільною орбітою з перигелієм всередині орбіти Нептуна.

## Фізичні характеристики
Кето є прикладом тісно пов'язаної системи — транснептунового об'єкта, у якій компоненти мають схожий розмір. Спільна спостереження інфрачервоним телескопом Спітцер та телескопом Габбл дозволили оцінити діаметр самого Кето в 174+16
−18 км, а Форкія — у 132+6
−14 км із припущенням, що їхні альбедо однакові.
Подвійна природа системи дозволяє здійснити розрахунок її маси, здійснити оцінку маси її компонентів та встановлює обмеження на їх фізичний склад. Оцінена густина Кето становить 1,37 (+0,66|/–0,32) г/см³, що менше, ніж у великих транснептунових об'єктів (Хаумеа — 3,0 г/см³, Ерида — 2,26 г/см³, Плутон — 2,03 г/см³, Харон — 1,65 г/см³), але значно більше, ніж у малих транснептунових об'єктів (напр., 0,7 г/см³ у 26308 1998 SM165). Форкій має масу бл. 1,67×1018 кг. За припущення, що ці об'єкти не пористі, така густина відповідає складу з льоду й каміння, з часткою каміння до 50 %.
Було висунуто припущення, що припливні сили разом з іншими потенційними джерелами тепла (напр., зіткненнями або розпадом ізотопу 26Al) могли достатньо підняти температуру всередині об'єктів для кристалізації аморфного льоду та зменшення пустот всередині об'єкту. Також ці припливні сили можуть бути відповідальними за квазі-кругові орбіти компонентів системи Кето.